# سیارک ۲۶۳۵۶
سیارک ۲۶۳۵۶ (به انگلیسی: 26356 Aventini، نامگذاری:1998YE10) بیست و شش هزار و سیصد و پنجاه و ششمین سیارک کشف شده‌است که در ۲۶ دسامبر ۱۹۹۸ کشف شد.
قدر مطلق سیارک برابر ۳۳.۸ است.